# Coeficiente de escurrimiento
El coeficiente de escurrimiento o escorrentía es la relación entre la lámina de agua precipitada sobre una superficie y la lámina de agua que escurre superficialmente, (ambas expresadas en mm).

## Cálculo
| Símbolo               | Nombre                       | Unidad |
| --------------------- | ---------------------------- | ------ |
| {\displaystyle k}     | Coeficiente de escurrimiento |        |
| {\displaystyle P_{r}} | Precipitación                | mm     |
| {\displaystyle E_{s}} | Lámina escurrida             | mm     |

El valor del parámetro k varía mucho en función del tipo de uso del suelo. En el cuadro siguiente se presentan algunos valores generalmente aceptados para precipitaciones de larga duración.
| Característica del área                        | Valor de k  |
| ---------------------------------------------- | ----------- |
| Residencial urbano - Casas unifamiliares       | 0.30        |
| Residencial urbano - Apartamentos con jardines | 0.50        |
| Comercial e industrial                         | 0.90        |
| Forestada (dependiendo del suelo)              | 0.05 - 0.20 |
| Parques, prados, terrenos cultivados           | 0.05 - 0.30 |
| Pavimentadas con asfalto u hormigón            | 0.85 - 1.00 |
| Terreno saturado por lluvias prolongadas       | 1.00        |

Observando estos valores determinados por medio de ensayos de campo, se puede apreciar fácilmente por qué la destrucción de los bosques y la urbanización provocan crecidas mucho mayores.

## Observación
Debe corregirse la ecuación del coeficiente de escurrimiento, pues este es la relación entre el caudal que escurre sobre el caudal precipitado (que siempre es mayor por las pérdidas que se presentan durante el escurrimiento, como son la infiltración y la evaporación), lo que hace que el coeficiente de escurrimiento sea siempre menor que la unidad. A mayores pérdidas del caudal precipitado, menor será el coeficiente de escurrimiento, y viceversa. Por lo tanto:
{\displaystyle \ k={\frac {E}{P}}}